# Villers-sur-Bar
Villers-sur-Bar è un comune francese di 258 abitanti situato nel dipartimento delle Ardenne nella regione del Grand Est.

## Società

### Evoluzione demografica
Abitanti censiti